# Xe législature de l'Assemblée d'Estrémadure
La Xe législature de l'Assemblée d'Estrémadure est un cycle parlementaire de l'Assemblée d'Estrémadure, d'une durée de quatre ans, ouvert le 18 juin 2019 à la suite des élections du 26 mai précédent, et clos le 4 avril 2023.

## Bureau
| Poste                    | Titulaire            | Parti | Parti   | Circonscription |
| ------------------------ | -------------------- | ----- | ------- | --------------- |
| Présidente               | Blanca Martín        |       | PSOE-Ex | Cáceres         |
| Premier vice-président   | Miguel Ángel Morales |       | PSOE-Ex | Cáceres         |
| Deuxième vice-président  | Fernando Manzano     |       | PP      | Cáceres         |
| Troisième vice-président | Valentín Cortés      |       | PSOE-Ex | Badajoz         |
| Première secrétaire      | Ángeles Camacho      |       | PSOE-Ex | Badajoz         |
| Deuxième secrétaire      | Inmaculada Sánchez   |       | PP      | Badajoz         |
| Troisième secrétaire     | Fernando Baselga     |       | Cs      | Badajoz         |
| Quatrième secrétaire     | Lorena Rodríguez     |       | UP      | Cáceres         |

## Groupes parlementaires
| Nom | Nom                   | Début | Fin | Président                                | Porte-parole                             |
| --- | --------------------- | ----- | --- | ---------------------------------------- | ---------------------------------------- |
|     | Groupe socialiste     | 34    | 34  | Estrella Gordillo                        | Lara Garlito                             |
|     | Groupe populaire      | 20    | 20  | José Antonio Monago                      | Cristina Teniente                        |
|     | Groupe Ciudadanos     | 7     | 7   | Cayetano Polo David Salazar (01/10/2020) | Cayetano Polo David Salazar (01/10/2020) |
|     | Groupe Unidas Podemos | 4     | 4   | Irene de Miguel                          | Irene de Miguel                          |

## Commissions parlementaires
| Commission | Président                      | Parti   | Parti | Circonscription |
| --- | ------------------------------ | ------- | ----- | --------------- |
| Commissions permanentes législatives                                                                                        |                                |         |       |                 |
| Commission de l'Administration publique Commission de la Présidence et de l'Administration publique (28/12/2021)            | María Cruz Buendía             | PSOE-Ex |       | Badajoz         |
| Commission de l'Agriculture, du Développement rural, du Peuplement et à l'Intérieur                                         | Juan Antonio González          | PSOE-Ex |       | Badajoz         |
| Commission de l'Agriculture, du Développement rural, du Peuplement et à l'Intérieur                                         | Estrella Gordillo (10/01/2022) | PSOE-Ex |       | Badajoz         |
| Commission de l'Harmonisation                                                                                               | Sol Mateos                     | PSOE-Ex |       | Badajoz         |
| Commission des Affaires européennes et de l'Action extérieure                                                               | Rosa Chamorro                  | PSOE-Ex |       | Cáceres         |
| Commission de la Culture, du Tourisme et des Sports                                                                         | Vicente Valle                  | PSOE-Ex |       | Cáceres         |
| Commission de l'Économie, de la Science et du Numérique                                                                     | Ricardo Utrera                 | PSOE-Ex |       | Badajoz         |
| Commission de l'Éducation et de l'Emploi                                                                                    | Fernando Ayala                 | PSOE-Ex |       | Cáceres         |
| Commission des Finances et des Budgets                                                                                      | Hipólito Pacheco               | PP      |       | Badajoz         |
| Commission de l'Égalité et du Porte-parolat Commission de l'Égalité et de la Coopération pour le développement (28/12/2021) | Isabel Barquero                | PSOE-Ex |       | Cáceres         |
| Commission de la Mobilité, des Transports et du Logement                                                                    | Belén Fernández                | PSOE-Ex |       | Badajoz         |
| Commission de la Santé et des Services sociaux                                                                              | Pedro Vadillo                  | PSOE-Ex |       | Badajoz         |
| Commission de la Transition écologique et de la Durabilité                                                                  | Juan Ramón Ferreira            | PSOE-Ex |       | Cáceres         |
| Commissions permanentes non-législatives                                                                                    |                                |         |       |                 |
| Commission du Règlement | Blanca Martín                  | PSOE-Ex |       | Cáceres         |
| Commission du Statut des députés                                                                                            | Belén Fernández                | PSOE-Ex |       | Badajoz         |
| Commission des Pétitions | Blanca Martín                  | PSOE-Ex |       | Cáceres         |
| Commission des Pétitions | Valentín Cortés                | PSOE-Ex |       | Badajoz         |
| Commission du Contrôle de la télévision publique régionale                                                                  | Catalina Paredes               | PSOE-Ex |       | Badajoz         |

## Gouvernement et opposition
| Candidat                           | Date                                    | Vote       |         |    |    |    | Résultat |
| Candidat                           | Date                                    | Vote       | PSOE-Ex | PP | Cs | UP | Résultat |
| Guillermo Fernández Vara (PSOE-Ex) | 25 juin 2019 (majorité absolue requise) | Oui        | 34      |    |    |    | 34 / 65  |
| Guillermo Fernández Vara (PSOE-Ex) | 25 juin 2019 (majorité absolue requise) | Non        |         | 20 |    |    | 20 / 65  |
| Guillermo Fernández Vara (PSOE-Ex) | 25 juin 2019 (majorité absolue requise) | Abstention |         |    | 7  | 4  | 11 / 65  |

## Désignations

### Sénateurs
| Parti   | Parti | Sénateurs désignés    | Voix |
| ------- | ----- | --------------------- | ---- |
| PSOE-Ex |       | Rafael Lemus Rubiales | 54   |
| PP      |       | José Antonio Monago   | 54   |